# Józef Mikołaj Radziwiłł
Józef Mikołaj Radziwiłł herbu Trąby (ur. 1736 w Krakowie, zm. 1813) – wojewoda trocki (od 1788), kasztelan trocki (od 1784), wojewoda miński (od 1773), pisarz wielki litewski (od 1764), książę, marszałek powiatu mozyrskiego w konfederacji radomskiej 1767 roku, pułkownik powiatu kowieńskiego (1764).

## Życiorys
Syn księcia Marcina Mikołaja Radziwiłła, brat księcia Michała Hieronima Radziwiłła oraz Aleksandry Bełchackiej. Był upośledzony fizycznie. Do dwunastego roku życia przebywał pod opieką chorego umysłowo ojca. Po ubezwłasnowolnieniu Marcina Mikołaja Radziwiłła opieką nad synem zajął się ich krewny Hieronim Florian Radziwiłł. Józef Mikołaj Radziwiłł nauki pobierał w Warszawie. Otrzymał tytuł wojewody trockiego.

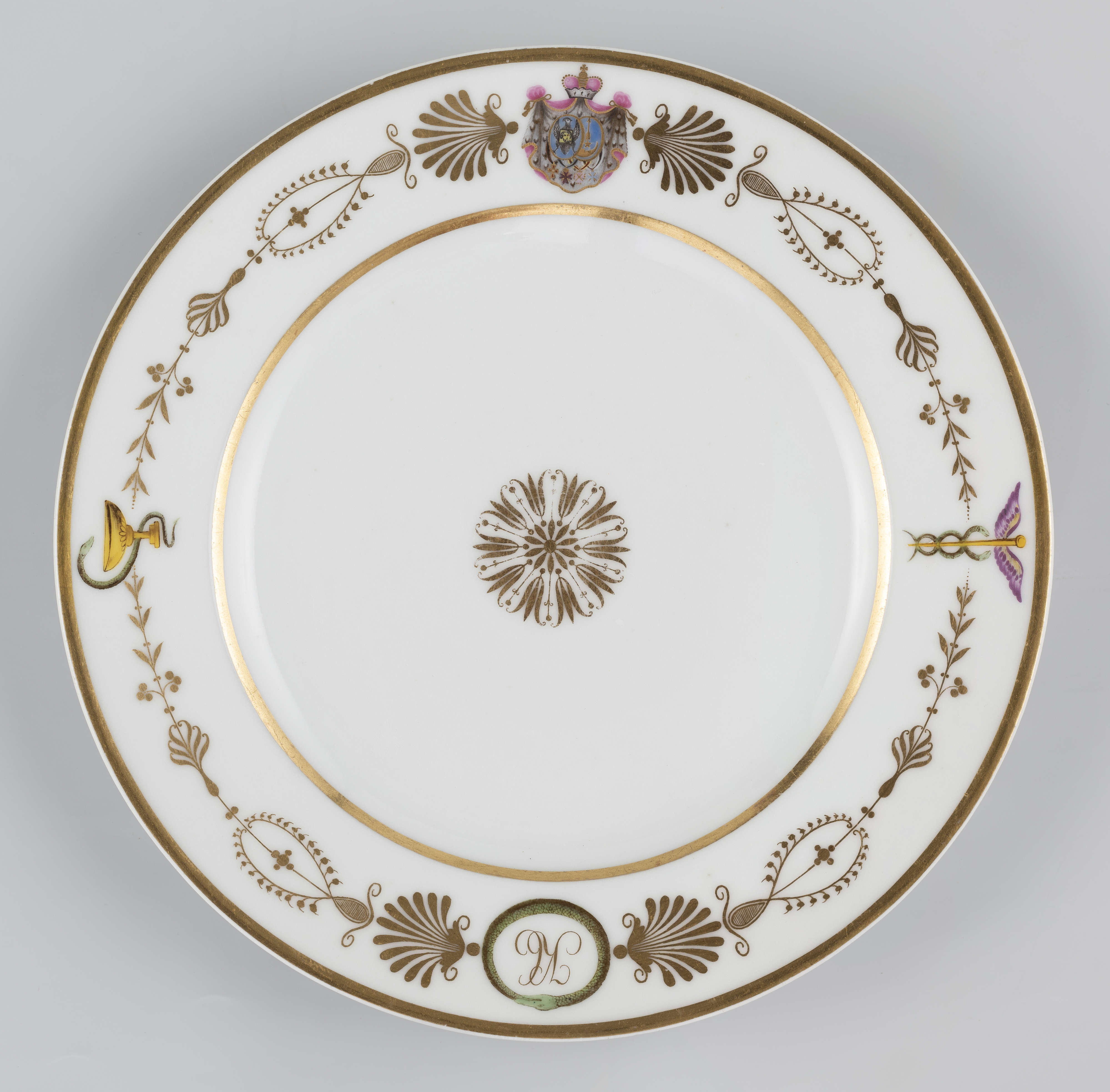
Talerz z serwisu zamówionego przez Józefa Mikołaja Radziwiłła w manufakturze porcelany w Korcu dla jego córki Konstancji. Muzeum Narodowe w Lublinie

Był członkiem konfederacji Czartoryskich w 1764 i posłem na sejm konwokacyjny (1764) z województwa nowogródzkiego. W 1764 roku był elektorem Stanisława Augusta Poniatowskiego z powiatu kowieńskiego. W 1778 był członkiem Departamentu Skarbowego Rady Nieustającej.
Był członkiem konfederacji Sejmu Czteroletniego.
Właściciel licznych dóbr, m.in. Nieborowa, ordynacji kleckiej i ordynacji przygodzickiej. Podczas jego władania przeprowadzono w dobrach reformy.
W 1777 został kawalerem Orderu Orła Białego, w 1763 roku odznaczony Orderem Świętego Huberta.
Po upadku Polski zrzekł się, na rzecz krewnych, części dóbr i odizolował się w rezydencji w Radziwillimontach, którą zbudowano na jego zlecenie w latach 1780–1783. Pochowano go w Nieświeżu.